# ألين ستانشيشي
ألين ستانشيشي (مواليد 25 مارس 1983)، هو لاعب كرة قدم سابق كان يلعب كلاعب وسط.